# Алгоритъм на Евклид
Алгоритъмът на Евклид е алгоритъм за намиране на най-големия общ делител (НОД) на две естествени числа. Той е един от първите публикувани алгоритми. Описан е в книгата на Евклид „Елементи“ около 300 г. пр.н.е.

## Теория
Нека {\displaystyle a} и {\displaystyle b} са естествени числа и редицата
{\displaystyle a,\,b,\,r_{1}>r_{2}>r_{3}>r_{4}>\cdots >r_{n}}
е определена така, че всяко {\displaystyle r_{k}} е остатък от делението на пред-предния член на предния член, т.е.
{\displaystyle a=bq_{0}+r_{1}}
{\displaystyle b=r_{1}q_{1}+r_{2}}
{\displaystyle r_{1}=r_{2}q_{2}+r_{3}}
{\displaystyle \cdots }
{\displaystyle r_{n-1}=r_{n}q_{n}}
Тогава {\displaystyle (a,b)} – най-големият общ делител на {\displaystyle a} и {\displaystyle b}, е равен на
{\displaystyle r_{n}} – последния ненулев член на редицата.
Верността на алгоритъма следва от съжденията:
- Нека {\displaystyle a=bq+r}, тогава {\displaystyle (a,b)=(b,r).}
- {\displaystyle (0,r)=r} за всяко ненулево {\displaystyle r.}

## Запис с думи
Взимайки двете дадени на входа на алгоритъма числа a и b, провери дали b е равно на 0.
Ако да, числото a е търсеният най-голям общ делител.
Ако не, повтори процеса, като използваш за входни данни b и остатъка, получен при деленето a на b (означаван по-долу с a mod b)

## Рекурсивен запис
```
function gcd(a, b)
  if b = 0
     return a
  else
     return gcd(b, a mod b);
```

## Процедурен запис
```
// := е оператор за присвояване на стойност
function gcd(a, b)
  while b ≠ 0
    var t := b
    b := a mod b
    a := t
  return a
```

Във всяка стъпка по-голямото число се заменя с остатъка му от деление на другото число (ако в първата стъпка има 8 и 6, то във втората ще има 2 и 6). Това се повтаря докато едно от двете числа не стане 0. Тогава отговорът е другото число (ако се продължи от предния пример, на третата стъпка числата ще са 2 и 0, от което се разбира, че НОД на 8 и 6 е 2).
Този алгоритъм е по-ефективен от споменатата по-долу негова вариация.

## Без използване на деление
```
function gcd(a, b)
  while a ≠ b
    if a > b
      a := a – b
    else
      b := b – a
  return a
```

## Пример
Най-големият общ делител на числата 1071 и 1029 се пресмята по следния начин:
{\displaystyle 1071=1\cdot 1029+42}
{\displaystyle 1029=24\cdot 42+21}
{\displaystyle 42=2\cdot 21+0}
Следователно търсеният делител е 21.